# Strobilanthes maculatus
Strobilanthes maculatus är en akantusväxtart som beskrevs av T. Anders.. Strobilanthes maculatus ingår i släktet Strobilanthes och familjen akantusväxter. Inga underarter finns listade i Catalogue of Life.